# Brookesiella tuberans
Brookesiella tuberans är en insektsart som beskrevs av Lambdin och Kosztarab 1975. Brookesiella tuberans ingår i släktet Brookesiella och familjen Lecanodiaspididae. Inga underarter finns listade i Catalogue of Life.